# Wasil Kapciuch
Wasil Kapciuch, Wasilij Kaptiuch (biał. Васіль Капцюх; ros. Василий Борисович Каптюх, ur. 27 czerwca 1967 w Mołodecznie) – białoruski lekkoatleta, dyskobol.
Profesjonalne starty zakończył w 2006, a 4 lata później oficjalnie ogłosił zakończenie międzynarodowej kariery sportowej.
Jego syn – Roman zginął w zamachu w mińskim metrze 11 kwietnia 2011 roku.

## Osiągnięcia
- brązowy medal mistrzostw Europy juniorów (Cottbus 1985)[3]
- brązowy medal mistrzostw świata juniorów (Ateny 1986)[4]
- brązowy medal mistrzostw świata (Göteborg 1995)
- brązowy medal igrzysk olimpijskich (Atlanta 1996)
- brązowy medal mistrzostw świata (Paryż 2003)
- 3. miejsce podczas Światowego Finału IAAF (Monako 2003)

Oprócz brązu z Atlanty Wasil Kapciuch jeszcze dwukrotnie reprezentował Białoruś na igrzyskach olimpijskich. W obu startach (Sydney 2000 & Ateny 2004) zajmował 4. lokaty.
Trzykrotny mistrz Białorusi (w 1992, 2003 i 2004), z powodzeniem reprezentował swój kraj w zawodach pucharu Europy.

## Rekordy życiowe
- rzut dyskiem – 67,59 (2000)